# 藥物注射
藥物注射(英文：Drug injection)是通過空心的皮下注射針頭和注射器將藥物引入血流中的一種方法，該注射器穿過皮膚刺入體內(通常是靜脈注射，也可以在肌肉內或皮下注射)。靜脈注射是藥物注射的一種形式，已廣泛應用於現代化的醫療保健中。截至2004年，全世界有1320萬人在醫療監督之外自行管理注射劑，其中22％來自已開發國家。